# 高丘百興
高丘 百興（たかおか の ももき）は、平安時代前期の貴族。内蔵頭・高丘比良麻呂の玄孫で、摂津権介・高丘良人の子とする系図がある。官位は従五位下・河内守。

## 経歴
仁明朝の承和5年（838年）遣唐准録事として渡唐し、翌承和6年（839年）日本に帰国する。
嘉祥4年（851年）外従五位下・尾張介に叙任されると、斉衡3年（856年）越前介と文徳朝では地方官を歴任する。その後、天安3年（859年）和泉守、貞観5年（863年）河内守と、清和朝では畿内の国守を務めた。またこの間の貞観4年（862年）には内位の従五位下に叙せられている。

## 官歴
『六国史』による。
- 承和6年（839年） 8月25日：見遣唐准録事
- 時期不詳：正六位上
- 嘉祥4年（851年） 正月11日：外従五位下、尾張介
- 斉衡3年（856年） 正月12日：越前介
- 天安3年（859年） 正月13日：和泉守。3月22日：和泉守
- 貞観4年（862年） 正月7日：従五位下（内位）
- 貞観5年（863年） 2月10日：河内守

## 系譜
- 父：高丘良人[1]
- 母：不詳
- 妻：不詳
  - 男子：高丘五常[1]